# نصب الأسد التذكاري

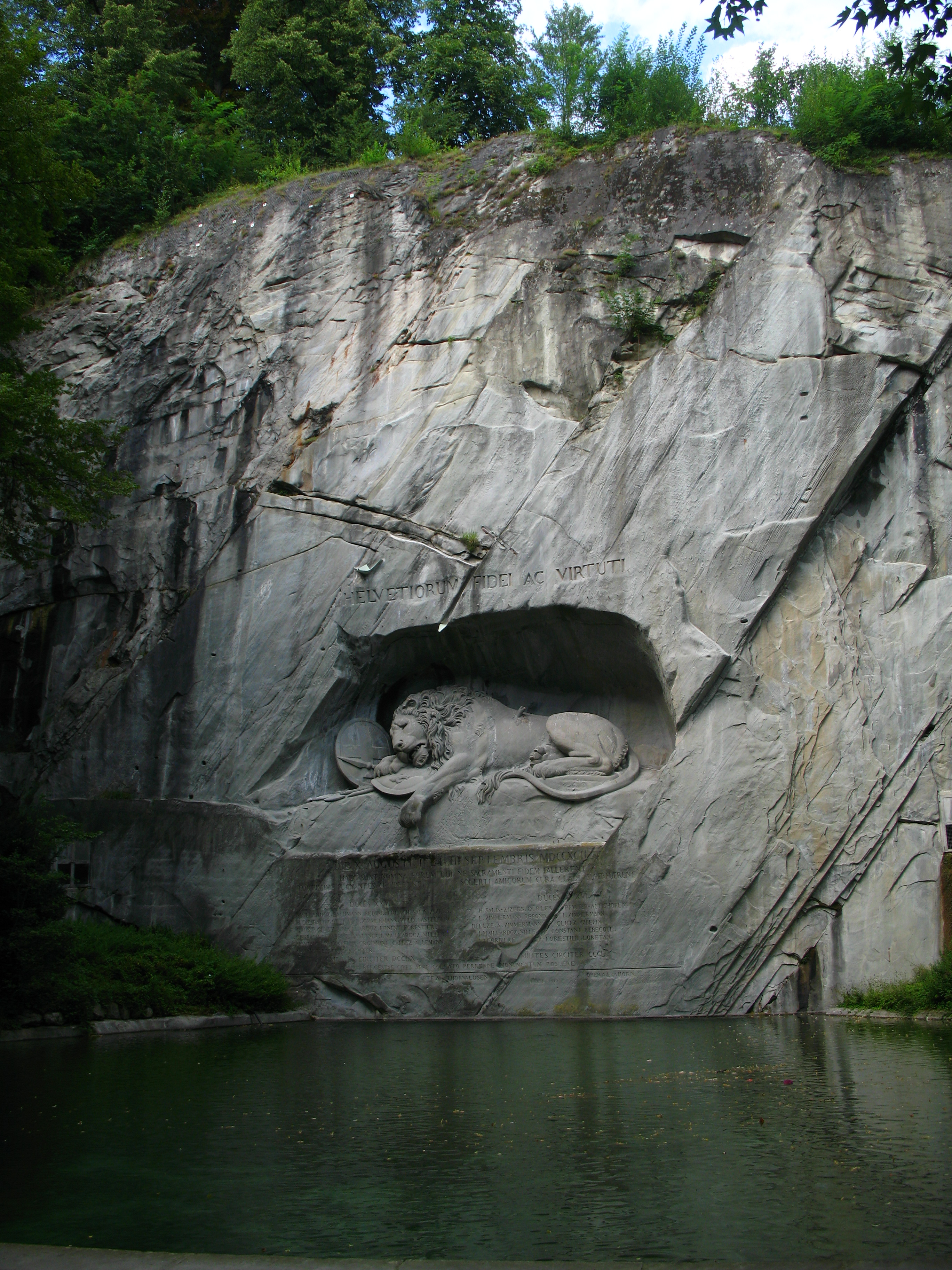
نصب الأسد عام 2007.

نصب الأسد التذكاري (بالألمانية: Löwendenkmal) أو أسد لوسرن هو تمثال صخري في لوسرن، سويسرا في حديقة صغيرة بجانب حديقة غلاسير لوزيرن التي يطلق عليها “الحديقة الجليدية”، صممه بيرتل ثورفالدن في بداية القرن التاسع عشر ونحته لوكاس أهورن في 1820-1821 وهي تحيي ذكرى الحراس السويسريين الذين ذبحوا في عام 1792 أثناء الثورة الفرنسية، عندما اقتحم الثوار قصر تويلري في باريس دفاعا عن العائلة المالكة الفرنسية، وقد تم قتل ما يقرب من 1000 جندي من الحراس السويسريين رغم إصدار الملك أمر بالاستسلام، ومن المعروف تاريخياً تميز الحرس السويسري بالأخلاص والوفاء، فتم نحت التمثال وهو يصارع الموت كناية عن شجاعة ابناءهم وموتهم بشرف.
أشاد الكاتب الأمريكي مارك توين بنحت الأسد باعتباره «قطعة الحجر الأكثر حزنًا وتحريكًا في العالم، سيكون أسد لوسيرن مثيرًا للإعجاب في أي مكان، ولكن ليس في أي مكان مثير للإعجاب مثل المكان الذي هو فيه.» اشتهرت مدينة لوسرن بثلاثة معالم بجوار بعضها بعضا تستحق المشاهدة أولها نصب الأسد الشهير على مستوى العالم وحديقة الجليد حيث تضم نقشا نافرا كبيرا لجبال بما يعود تاريخه إلى القرن الثامن عشر وكذلك متاهة مرايا الحمراء بمراياها التي تعد 90 مرآة.

## خلفية
منذ أوائل القرن السابع عشر، خدم فوج من الحرس السويسري كجزء من حماية العائلة الملكية الفرنسية في فرنسا. في 6 أكتوبر 1789، بعد زحف فرساي في أكتوبر عام 1789، أجبر الملك لويس السادس عشر على الانتقال مع عائلته من قصر فرساي إلى قصر تويلري في باريس. خلال الثورة الفرنسية عام 1789، كانت قلعة مونتميدي في مونتميدي بالقرب من الحدود، الوجهة المتوقعة للملك لويس السادس عشر وعائلته في محاولتهم الفاشلة للهروب من النزعة الجمهورية الراديكالية المتنامية في باريس . كانت المنطقة آنذاك مؤيدة للملكية بشكل كبير. إلا أن الوفد الملكي لم يصل قط، إذ اكتُشف أمره في طريق فارين، واضطر عائدًا إلى العاصمة. كان الملك يأمل في إنشاء قاعدة عمليات عسكرية مضادة للثورة في القلعة ليستعيد منها البلاد حيث تمركزت القوات تحت الضباط الملكيين. في انتفاضة العاشر من أغسطس عام 1792، اندلع القتال بعد مرافقة العائلة المالكة من قصر التويلري للاحتماء بالمجلس التشريعي . نفدت ذخيرة الحرس السويسري، وتفوقت عليهم أعدادهم المتفوقة. ونجت مذكرة كتبها الملك، بعد نصف ساعة من بدء إطلاق النار، يأمر فيها السويسريين بالانسحاب والعودة إلى ثكناتهم. سُلِّمت هذه المذكرة في خضم القتال، ولم تُنفَّذ إلا بعد أن أصبح موقفهم غير قابل للدفاع.
قُتل حوالي 760 من الحرس السويسري المدافعين عن التويلري أثناء القتال أو قتلوا بعد الاستسلام. ربما يكون هذا الرقم مرتفعًا للغاية، وفقًا لأبحاث أواخر القرن العشرين. ويُقدر أن مائتي شخص آخرين ماتوا في السجن متأثرين بجراحهم أو قُتلوا خلال مجازر سبتمبر التي تلت ذلك.
باستثناء حوالي مائة سويسري فروا من قصر التويلري، كان الناجون الوحيدون من الفوج مفرزة قوامها 300 جندي أُرسلت إلى نورماندي، بأمر من الملك لمرافقة قوافل الحبوب قبل أيام قليلة من العاشر من أغسطس. كان معظم الضباط السويسريين من بين الذين قُتلوا، على الرغم من أن الرائد كارل جوزيف فون باخمان - قائد قلاع التويلري - حوكم رسميًا وأُعدم بالمقصلة في سبتمبر، مرتديا زيه الأحمر للحرس، حاز ضابطان سويسريان ناجيان على رتبة عليا في عهد نابليون.
من بين أفراد الحرس السويسري في فرنسا الذين نجوا من التمرد، ومن جنود مشاة السويسري الأحد عشر المنحلّة، انضمّ نحو 350 جنديًا لاحقًا إلى جيوش الثورة الفرنسية. وانضمّ آخرون إلى الثوار المضادين في حرب فيندي. في عام 1817 منح البرلمان الفيدرالي السويسري ميدالية "الولاء والشرف" التذكارية لعدد 389 من الجنود الناجين.

## روابط خارجية
- Lion Monument, Lucerne, All About Switzerland travelguide. Retrieved on 2008-08-08.
- Dying Lion (The Lucerne Lion), The Thorvaldsen's Museum archives. Retrieved on 04-08-2017.